# ماکون، میشیگان
ماکون (به انگلیسی: Macon Township) یک منطقهٔ مسکونی در ایالات متحده آمریکا است که در شهرستان لناوی، میشیگان واقع شده‌است.
 ماکون ۸۴٫۵ کیلومتر مربع مساحت و ۱٬۴۴۸ نفر جمعیت دارد و ۲۲۴ متر بالاتر از سطح دریا واقع شده‌است.